# Dom pod Storžičem
A Dom pod Storžičem (magyarul Ház a Storžič alatt) egy 1123 méter magasan levő hegyi pihenőhely. A Lomščica völgy felső részén helyezkedik el, a Jesenje hegy közelében. Eredetileg egy Verbič nevű személy háza volt, majd 1938-ban átalakították hegyi házzá. A következő évben részlegesen leégett, és véglegesen megsemmisült 1941. augusztus 5-én, a németeknek a storžiči zászlóalj elleni támadása során. A mostani házat 1951 szeptemberében nyitották meg. Szépen látható a Storžič északi fele, a Tolsti csúcs, valamint a Karavankák. A Tržiči Hegyi Társaság tartja rendben.

## Megközelítés
- 3h: Tržičtől Lom pod Storžičem nevezetű falun keresztül (9 km)
- 3½h: Zavetišče v Gozdu (Hegyi Menedék) (891 m), a Mala Poljanán keresztül (1325 m)
- 3½-4h: Spodnje Jezersko felől, a Podstoržec hegy mellett

## Átjárás
- 3h: a Koča na Kriški gori hegyi házig (1471 m), a Tolsti csúcson keresztül (1715 m), a Szlovén hegyi ösvény mentén
- 2½h: a Planinski dom na Kališčuig (1534 m), a Javorniki és a Bašelji átjárón keresztül

## Közeli hegycsúcsok
- 3h: Stegovnik (1692 m), a Javornik hegyen keresztül
- 3½h: Storžič (2132 m), a Psica gerincen át (nehéz út)
- 3½h: Storžič (2132 m), a Škarjeva pečen keresztül, a Szlovén hegyi ösvény mentén
- 3h: Storžič (2132 m), a Žrelán keresztül